# 玉林寺 (東海市)
玉林寺（ぎょくりんじ）は、愛知県東海市横須賀町二ノ割93にある曹洞宗の寺院。山号は海岸山。本尊は釈迦牟尼如来。四国直伝弘法八十八ヶ所霊場第85番札所。

## 歴史
創建年代は不詳だが、戦国時代（元亀・天正年間頃）と考えられている。開基は哭堂恕公首座、開山は休安存宿大和尚。元々は多宝山玉林斎と称していた。
延享年間、山号が海岸山に改められた。1783年（天明2年）10月28日・10月29日、尾張藩の儒学者である細井平洲による講話が行なわれた。
1918年（大正7年）8月14日には米騒動が起こった。1952年（昭和27年）には寺号が玉林寺に改められた。

## 境内

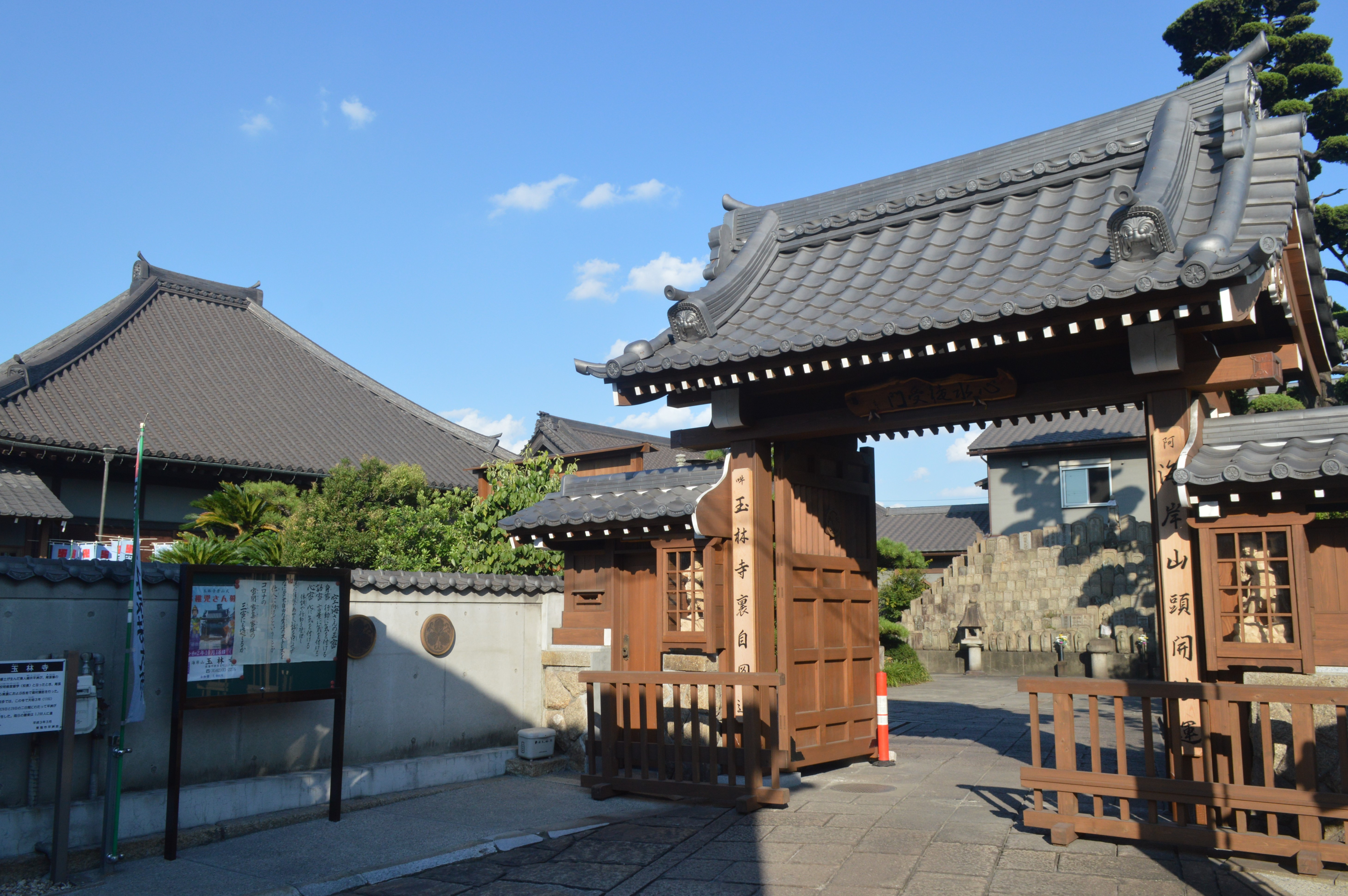
山門

俳人の村瀬大阜（むらせたいふ）、村瀬帯梅（むらせたいばい）の墓地がある。江戸時代の力士である君之浜（君濱）の石碑がある。

## 基本情報
所在地
- 477-0036 愛知県東海市横須賀町二ノ割93

交通アクセス
- 名鉄常滑線尾張横須賀駅下車後徒歩5分